# 塞貢度蒙特斯
塞貢度蒙特斯（Segundo Montes, Morazán）是薩爾瓦多莫拉桑省在1990年成立的社區，居民是逃離薩爾瓦多內戰（Salvadoran Civil War）被遣返的難民。
社區的名稱是來自一個被右翼分子殺害的耶穌會神父名字。